# خون روی برف
خون روی برف (به انگلیسی: Blood on Snow) یک فیلم جنایی و دلهره‌آور آمریکایی آماده اکران به کارگردانی کری فوکوناگا و نویسندگی یو نسبو و بن پاور با بازی بندیکت کامبربچ، آرون تیلور-جانسون، اوا گرین، اما لیرد و بن مندلسون است.

## خلاصه داستان
یک مرد قاتل عاشق همسر موکلش می‌شود که اتفاقاً هدف آخرین مأموریت قاتل قرار می‌گیرد.

## ساخت
فیلمبرداری در فوریه ۲۰۲۵ در ریگا، لتونی آغاز شد.